# Chemins de Fer Vicinaux du Jura
Les chemins de fer vicinaux du Jura (CFV) constituaient un réseau de chemin de fer départemental à voie métrique de près de 200 kilomètres ayant desservi le département du Jura durant la première moitié du XXe siècle.

## Historique
Le réseau des tramways à vapeur du Jura fut envisagé dès 1867 afin de compléter la desserte ferroviaire du département du Jura par le réseau PLM qui atteignait Lons-le-Saunier, Morez, Saint-Claude, Champagnole, Mouchard… Il ne doit pas être confondu avec le chemin de fer électrique de Nyon à Morez, destiné au début du XXe siècle à relier Morez et le Haut-Jura au réseau fédéral suisse.
Le réseau de tramways à vapeur ne fut mis en œuvre qu'à la fin du XIXe siècle. Si une première déclaration d'utilité publique avait été promulguée dès 1893, l'imbroglio financier qui s'ensuivit ne permit pas de lancer les travaux de construction avant 1895-1896, le temps de trouver un autre concessionnaire.
Ce fut la Compagnie générale des chemins de fer vicinaux (CFV), faisant partie du groupe Empain, et déjà exploitant d'un réseau à voie métrique dans le département de la Haute-Saône, qui fut finalement retenue par le département du Jura, qui se chargea de son côté de la construction intégrale de l'infrastructure.
La première ligne, reliant Lons-le-Saunier à Saint-Claude, avec embranchement sur Orgelet, ouvrit en deux temps en 1898, en raison des retards dans la pose de la voie entre Clairvaux et Saint-Claude. L'ouverture décalée du tronçon vers Saint-Claude fut source de nombreuses rancœurs chez les élus du sud du département, qui ne se privèrent pas de déverser leur ire dans la presse locale.
La desserte du réseau comportait à l'origine deux trains par jour entre Clairvaux et Saint-Claude, alors que sur Lons-le-Saunier à Clairvaux et La Bifurcation (Poids-de-Fiole) à Orgelet, trois trains assuraient l'écoulement du trafic. Bien vite, trois trains journaliers furent assurés également en direction de Saint-Claude.
Les bons résultats financiers enregistrés incitèrent les élus à voter la construction de lignes nouvelles, et l'année 1901 vit l'ouverture de la section ralliant Orgelet à Arinthod.

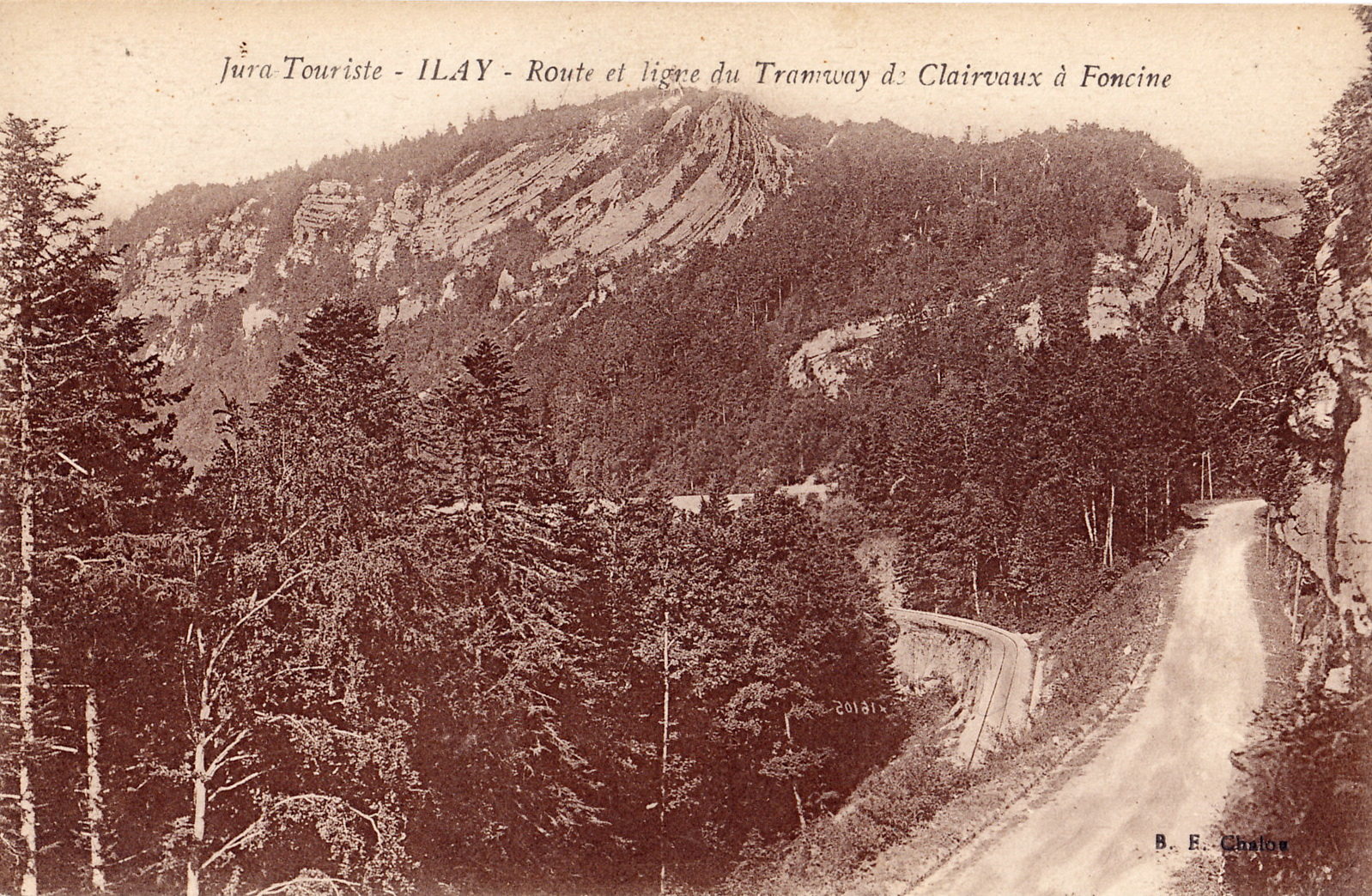
Une section en site propre à Ilay.

Bien des débats plus tard, la ligne reliant Clairvaux à Foncine-le-Haut, passant par Saint-Laurent, vit ses premiers trains rouler à l'automne 1907. Bien que la ligne ait été considérée comme un tramway à traction mécanique empruntant le bord des routes, le relief traversé avait forcé les ingénieurs à construire de nombreuses portions en déviation, augmentant ainsi notablement le prix de revient kilométrique.
L'euphorie étant de mise au cours du début de la deuxième décennie du XXe siècle, de nombreux autres projets furent lancés avant que la Première Guerre mondiale ne vienne tuer dans l'œuf ces réalisations. Ainsi, au moment de la déclaration de guerre en août 1914, deux extensions distinctes étaient en cours de réalisation.
La première concernait deux lignes à l'est du département, de Champagnole à Foncine-le-Bas et de Sirod à Boujailles, alors que le deuxième groupe de lignes se situait plus à l'Ouest, et devait permettre de rallier la Bresse d'une part avec un tronçon de Lons-le-Saunier à Pierre-de-Bresse, et une vallée parallèle à celle d'Arinthod avec la ligne de Lons-le-Saunier à Saint-Julien-sur-Suran.
Passé les affres de 1914-1918, l'envolée des cours des matières premières incita le département du Jura à la prudence, et seul l'achèvement des lignes radiant autour de Champagnole fut voté. On opta même finalement pour la traction électrique en 1 500 V continu afin de bénéficier de subventions de l'État français.
Les deux lignes de Champagnole à Foncine-le-Bas et Sirod à Boujailles ouvrirent dans le courant de l'année 1927, non sans être affectées par diverses pannes à répétitions liées au tout nouveau système électrique.
La crise économique et une grève massive des employés du réseau au cours de l'année 1930 entraînèrent la décision de mettre en place un service routier sur le réseau de Lons-le-Saunier en remplacement de la voie ferrée, après une tentative ratée de modernisation par l'achat d'autorails à essence en 1928-1929.
Bien vite, la desserte des lignes les plus déficitaires fut réduite, et à la fin des années 1930 seuls subsistaient quelques trains mis en marche les jours de grande affluence entre Lons-le-Saunier et Saint-Claude. En 1938, le tronçon de Clairvaux à Foncine-le-Bas fermait définitivement, avant que l'embranchement d'Orgelet à Arinthod ne subisse le même sort au tout début de l'année 1939.
La Seconde Guerre mondiale et les pénuries qui s'ensuivirent apportèrent un regain d'activité sur le réseau de Lons-le-Saunier, qui eut bien du mal à écouler le trafic avec un matériel ferroviaire de quarante ans d'âge roulant sur une voie dont l'entretien avait été délaissé depuis près de dix ans par endroits. Ainsi, le service reprit entre Clairvaux et Bonlieu.
Le réseau de Champagnole, plus récent, ne fut pas non plus épargné, avec de nombreuses coupures de courant qui ne permettaient pas de garantir un fonctionnement régulier.
La libération de la France en 1944-1945, puis le retour progressif à la normale des approvisionnements en matières premières en 1946-1947, sonnèrent le glas de ce mode de transport démodé et trop peu modernisé.
Le réseau de Lons-le-Saunier ferma par étapes en 1948, juste avant la reprise de l'exploitation par le département, sous l'égide de la Régie départementale des transports du Jura (RDTJ). Celui de Champagnole, pourtant plus récent, subit rapidement le même sort, la ligne de Boujailles disparaissant en 1949, juste avant celle de Foncine-le-Bas en 1950.

## Desserte
| Département | PK     | Gare                            | Correspondance                            |
| ----------- | ------ | ------------------------------- | ----------------------------------------- |
| Jura        | 0.000  | Lons-le-Saunier Dombes          |                                           |
| Jura        | 0.597  | Lons-le-Saunier PLM             | Correspondances PLM vers Lyon et Mouchard |
| Jura        | 1.385  | Lons-le-Saunier Bains           |                                           |
| Jura        | 3.392  | Perrigny                        |                                           |
| Jura        | 4.799  | Conliège                        |                                           |
| Jura        | 7.378  | Revigny                         |                                           |
| Jura        | 12.003 | Saint-Maur                      |                                           |
| Jura        | 13.179 | La Bifurcation (Poids-de-Fiole) | Embranchement vers Arinthod               |
| Jura        | 14.481 | Nogna                           |                                           |
| Jura        | 18.367 | Thuron                          |                                           |
| Jura        | 19.695 | Pont-de-Poitte                  |                                           |
| Jura        | 20.645 | Patornay                        |                                           |
| Jura        | 22.560 | Boissia                         |                                           |
| Jura        | 25.311 | Clairvaux                       | Embranchement vers Foncine-le-Haut        |
| Jura        | 28.880 | Soucia                          |                                           |
| Jura        | 35.126 | Meussia                         |                                           |
| Jura        | 39.184 | Charchilla                      |                                           |
| Jura        | 44.135 | Moirans                         |                                           |
| Jura        | 46.758 | Villards-d'Héria                |                                           |
| Jura        | 53.268 | Pratz                           |                                           |
| Jura        | 56.945 | Saint-Lupicin                   |                                           |
| Jura        | 59.498 | Lavans Village                  |                                           |
| Jura        | 62.242 | Lavans PLM                      | Rebroussement                             |
| Jura        | 64.584 | Étables                         |                                           |
| Jura        | 67.045 | Les Abattoirs                   |                                           |
| Jura        | 67.759 | Saint-Claude CFV                |                                           |
| Jura        | 68.289 | Saint-Claude Ville              |                                           |

| Département | PK     | Gare                            | Correspondance                           |
| ----------- | ------ | ------------------------------- | ---------------------------------------- |
| Jura        | 13.179 | La Bifurcation (Poids de Fiole) | Embranchements vers Lons et Saint-Claude |
| Jura        | 14.550 | Poids-de-Fiole                  |                                          |
| Jura        | 16.386 | Marnézia                        |                                          |
| Jura        | 18.989 | Dompierre                       |                                          |
| Jura        | 24.197 | Orgelet                         |                                          |
| Jura        | 26.125 | Merlia (Orgelet)                |                                          |
| Jura        | 30.800 | Sancia                          |                                          |
| Jura        | 32.346 | Chambéria                       |                                          |
| Jura        | 35.002 | Ugna-Savigna                    |                                          |
| Jura        | 37.707 | Chatonnay                       |                                          |
| Jura        | 41.420 | Arinthod                        |                                          |

| Département | PK     | Gare                                     | Correspondance                               |
| ----------- | ------ | ---------------------------------------- | -------------------------------------------- |
| Jura        | 0.000  | Clairvaux                                | Embranchements vers Lons et Saint-Claude     |
| Jura        | 6.977  | Crillat                                  |                                              |
| Jura        | 9.408  | Saint-Maurice                            |                                              |
| Jura        | 10.745 | Trétu (Saint-Maurice)                    |                                              |
| Jura        | 15.900 | Bonlieu                                  |                                              |
| Jura        | 17.042 | Ilay (La Chaux-du-Dombief)               |                                              |
| Jura        | 20.446 | La Chaux-du-Dombief                      |                                              |
| Jura        | 24.495 | Le Pont-du-Dombief (La Chaux-du Dombief) |                                              |
| Jura        | 25.200 | Saint-Pierre                             |                                              |
| Jura        | 27.300 | Saint-Laurent-du-Jura                    | Rebroussement, correspondance PLM vers Morez |
| Jura        | 29.828 | La Savine (Saint-Laurent)                |                                              |
| Jura        | 31.163 | Les Martins                              |                                              |
| Jura        | 34.465 | Le Lac-des-Rouges-Truites                |                                              |
| Jura        | 36.809 | Le Maréchet                              |                                              |
| Jura        | 40.470 | Foncine-le-Bas                           | Embranchement vers Champagnole               |
| Jura        | 44.600 | Foncine-le-Haut                          |                                              |

| Département | PK     | Gare                       | Correspondance                                   |
| ----------- | ------ | -------------------------- | ------------------------------------------------ |
| Jura        | 0.000  | Champagnole Transbordement |                                                  |
| Jura        | 0.510  | Champagnole PLM            |                                                  |
| Jura        | 1.278  | Champagnole Ville          |                                                  |
| Jura        | 4.226  | Sapois                     |                                                  |
| Jura        | 7.042  | Bourg-de-Sirod             |                                                  |
| Jura        | 8.987  | Sirod                      | Embranchement vers Boujailles                    |
| Jura        | 12.715 | Crans                      |                                                  |
| Jura        | 17.737 | La Perrena (Les Planches)  |                                                  |
| Jura        | 20.556 | Les Planches-en-Montagne   |                                                  |
| Jura        | 23.302 | Foncine-le-Bas             | Embranchements vers Clairvaux et Foncine-le-Haut |

| Département | PK     | Gare                       | Correspondance                                    |
| ----------- | ------ | -------------------------- | ------------------------------------------------- |
| Jura        | 0.000  | Sirod                      | Embranchements vers Champagnole et Foncine-le-Bas |
| Jura        | 1.335  | Guilleret (Gillois)        |                                                   |
| Jura        | 3.771  | Conte                      |                                                   |
| Jura        | 6.009  | Gillois - La Favière       |                                                   |
| Jura        | 8.614  | Doye                       |                                                   |
| Jura        | 10.523 | Nozeroy                    |                                                   |
| Jura        | 13.269 | Longcochon                 |                                                   |
| Jura        | 14.711 | Essavilly                  |                                                   |
| Jura        | 16.913 | Froideterre (Mignovillard) |                                                   |
| Jura        | 18.383 | Mignovillard               |                                                   |
| Jura        | 19.628 | Petit-Villard              |                                                   |
| Jura        | 20.502 | Communailles               |                                                   |
| Jura        | 23.692 | Censeau                    |                                                   |
| Jura        | 24.595 | Cuvier                     |                                                   |
| Jura        | 27.060 | La Gaudine (Cuvier)        |                                                   |
| Jura        | 28.818 | Boujailles PLM             | Correspondances vers Dijon et Lausanne            |

## Chronologie

### Inaugurations
- 23 octobre 1898, Lons-le-Saunier – Saint-Claude
- 7 juillet 1901, Orgelet - Arinthod
- 11 août 1907, Clairvaux - Foncine-le-Haut
- 21 août 1927, réseau de Champagnole

### Ouvertures à l'exploitation
- 24 octobre 1898, Lons-le-Saunier - Clairvaux et Bifurcation - Orgelet
- 15 décembre 1898, Clairvaux - Saint-Claude Mouton
- 1er février 1899, Saint-Claude Mouton - Saint-Claude terminus
- 30 juin 1901, Orgelet - Arinthod
- 11 septembre 1907, Clairvaux - Foncine-le-Haut
- 11 mars 1927, Champagnole - Foncine-le-Bas
- 5 mai 1927, Sirod - Nozeroy
- 26 juin 1927, Nozeroy - Mignovillard
- 1er août 1927, Mignovillard - Boujailles

## Exploitation

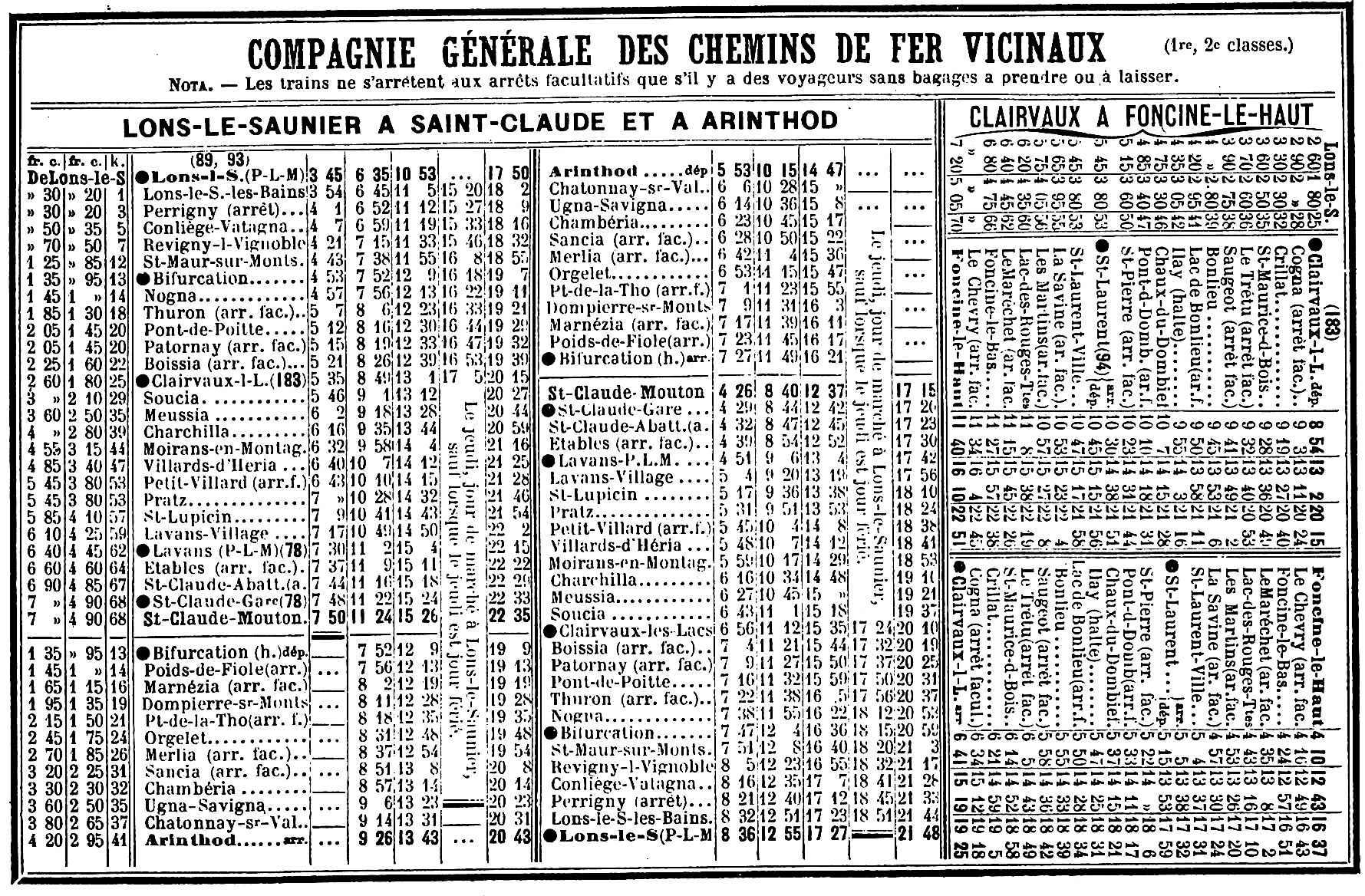
Les horaires du réseau en mai 1914
Cliquer sur l'image pour l'agrandir

### Fermetures
- 6 mai 1938, Clairvaux - Foncine-le-Bas
- 5 janvier 1939, Orgelet - Arinthod
- 1er mars 1948, Clairvaux - Saint-Claude
- 9 mai 1948, Bifurcation - Orgelet
- 1er août 1948, Lons-le-Saunier - Clairvaux
- 15 mai 1949, Sirod - Boujailles
- 1er avril 1950, Champagnole - Foncine-le-Bas et Foncine-le-Bas - Foncine-le-Haut

## Vestiges et matériels préservés

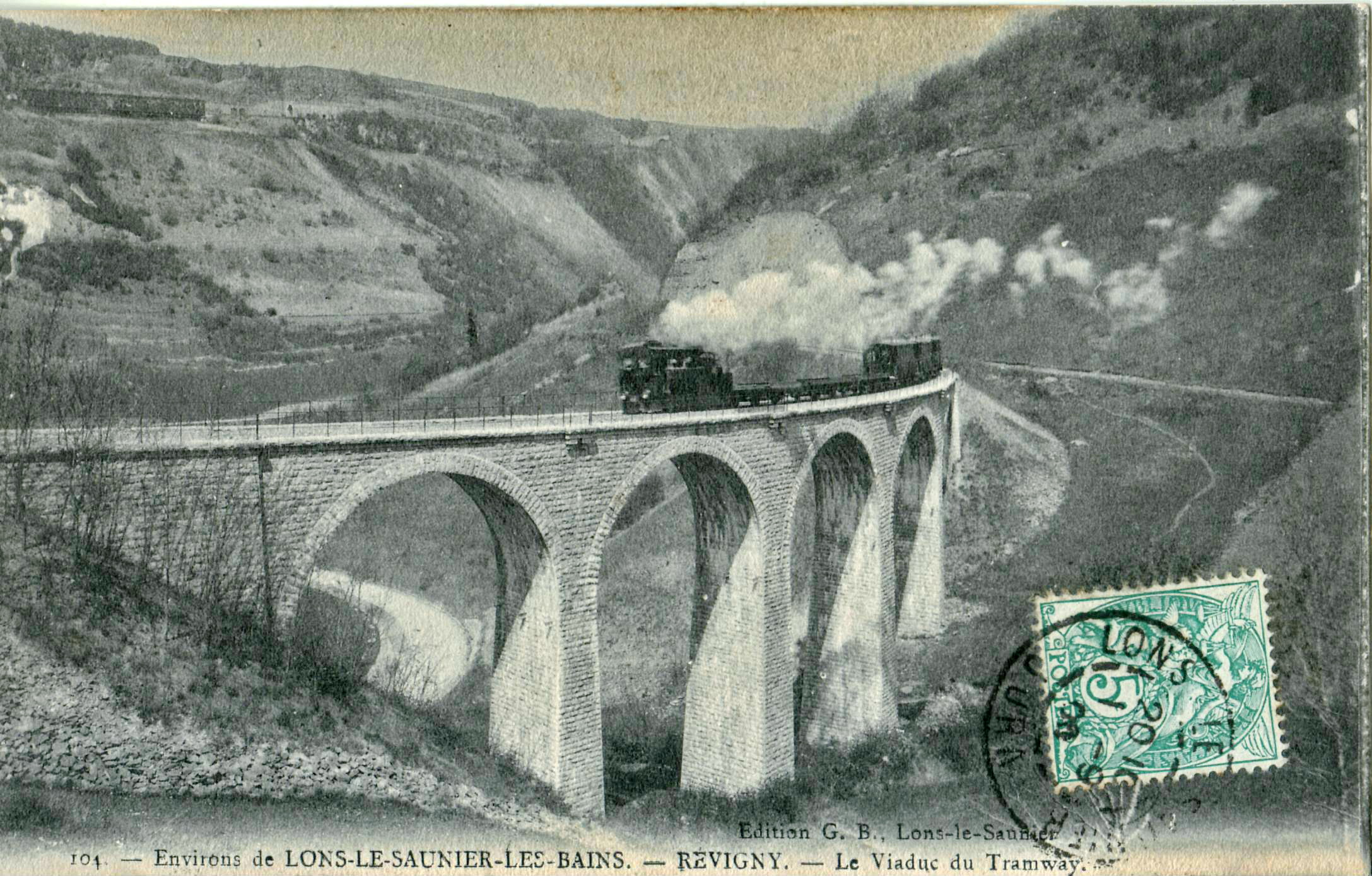
Le viaduc de Revigny vers 1906

Certains vestiges sont encore visibles : viaduc près de Revigny, pont et tunnel à Clairvaux-les-Lacs… De nombreuses gares ont été transformées en habitations ou en commerces mais sont facilement reconnaissables (La Bifurcation, Saint-Maur...).